# Mångtjärnen (Åre socken, Jämtland)
Mångtjärnen är en sjö i Åre kommun i Jämtland och ingår i Indalsälvens huvudavrinningsområde. Sjön har en area på 0,0616 kvadratkilometer och ligger 516,2 meter över havet. Sjön avvattnas av vattendraget Mångån.

## Delavrinningsområde
Mångtjärnen ingår i det delavrinningsområde (703618-135477) som SMHI kallar för Mynnar i Indalsälvens vattendragsyta. Medelhöjden är 600 meter över havet och ytan är 8,96 kvadratkilometer. Det finns inga avrinningsområden uppströms utan avrinningsområdet är högsta punkten. Mångån som avvattnar avrinningsområdet har biflödesordning 3, vilket innebär att vattnet flödar genom totalt 3 vattendrag innan det når havet efter 323 kilometer. Avrinningsområdet består mestadels av skog (61 procent) och kalfjäll (23 procent). Avrinningsområdet har 0,06 kvadratkilometer vattenytor vilket ger det en sjöprocent på 0,7 procent. Bebyggelsen i området täcker en yta av 0,46 kvadratkilometer eller 5 procent av avrinningsområdet.